# Phaonia nitidula
Phaonia nitidula är en tvåvingeart som beskrevs av Zinovjev 1992. Phaonia nitidula ingår i släktet Phaonia och familjen husflugor. Inga underarter finns listade i Catalogue of Life.